# Dietmar Kansy
Dietmar Kansy (* 18. Juli 1938 in Breslau; † 10. September 2018 in Garbsen) war ein deutscher Politiker (CDU) und Abgeordneter des Bundestages.

## Leben
Kansy ging in Potsdam und West-Berlin zur Schule und machte 1958 sein Abitur. An der Technischen Universität Berlin und der Technischen Hochschule Hannover (heute: Gottfried Wilhelm Leibniz Universität Hannover) studierte er anschließend Bauingenieurwesen, seine Diplomprüfung legte er im Jahr 1964 ab. Im Jahr 1965 begann er als Ingenieur beim Lippeverband Dortmund und bei der Landeshauptstadt Hannover zu arbeiten, während dieser Zeit wurde er 1979 an der Universität in Hannover mit der Dissertation Vergleichende Untersuchungen verschiedener Verfahren zur Aufkonzentrierung von Überschussschlämmen (gedruckt 1982) promoviert. Um sich der Politik zu widmen, ließ er sein Arbeitsverhältnis ab 1980 ruhen.

## Politik
Kansy trat im Jahr 1966 der CDU bei. Er übte mehrere Funktionen im Kreisverband Hannover-Land und im Bezirksverband Hannover aus. Zwischen 1967 und 1980 war er Ratsherr in Garbsen, Kreistagsabgeordneter und stellvertretender Landrat im Landkreis Hannover. Von 1980 bis 2002 gehörte er dem Deutschen Bundestag an. 1980 und 1998 zog er über die Landesliste der CDU Niedersachsen ins Parlament ein. Bei den Wahlen von 1983 bis 1994 gewann er stets ein Direktmandat im Wahlkreis Hannover-Land I. Er war Sprecher für Bau- und Wohnungswesen der CDU/CSU-Fraktion und als Vorsitzender der Baukommission des Bundestages der maßgebliche Vertreter des Parlamentes beim Umbau des Reichstagsgebäudes durch Norman Foster und den Neubauten des Deutschen Bundestages im Berliner Regierungsviertel. Zudem war er Mitglied des Ältestenrates.

## Engagement und Ehrung
Kansy war lange Jahre Landesvorsitzender der THW-Helfervereinigung in Niedersachsen und zudem Vorsitzender des Beirats der Bundesbaugesellschaft Berlin (BBB). Für seine Leistungen im Zusammenhang mit der Entwicklung des Regierungsviertels bekam er den Verdienstorden des Landes Berlin verliehen, später außerdem auch noch das Verdienstkreuz 1. Klasse der Bundesrepublik Deutschland.